# Jade Groenewoud
Jade Groenewoud (Hengelo, 18 februari 2004) is een langebaanschaatser uit Nederland. Ze kwam uit voor TalentNED en maakte in 2023 de overstap naar Team IKO.
In oktober 2021 startte Groenewoud op de NK afstanden op de 1500 meter, nadat ze in Deventer een nieuw junioren-baanrecord reed, en daarmee een startbewijs kreeg.
Bij het wereldkampioenschappen schaatsen junioren 2022 in Innsbruck werd ze winnaar van de gouden medaille allround op 29 januari 2022 na het winnen van de 1500 meter en 3000 meter (3e op 1000 meter en 17e op de 500 meter). Ploeggenote Evelien Vijn haalde de twee plaats van het allround kampioenschap.

## Persoonlijke records[5]
| Afstand    | Tijd    | Datum            | Baan       |
| ---------- | ------- | ---------------- | ---------- |
| 500 meter  | 39,82   | 15 februari 2025 | Heerenveen |
| 1000 meter | 1.18,05 | 1 oktober 2021   | Inzell     |
| 1500 meter | 1.58,16 | 28 november 2021 | Inzell     |
| 3000 meter | 4.07,07 | 4 december 2021  | Inzell     |
| 5000 meter | 7.20,17 | 31 oktober 2021  | Heerenveen |

## Resultaten
| Jaar | NK Afstanden                           | NK Allround            | WK Junioren                     |
| ---- | -------------------------------------- | ---------------------- | ------------------------------- |
| 2022 | 24e 1500m 14e 3000m 12e 5000m          |                        | · (17e, , ) · achtervolging     |
| 2023 |                                        | NC10 (13e, 10e, 8e, -) | · (17e, , 6e, ) · achtervolging |
| 2024 | DQ 1500m 13e 3000m                     | 8e (10e, 10e, 8e, 8e)  |                                 |
| 2025 | 19e 500m 10e 1500m 15e 3000m 10e 5000m | NC9 (9e, 10e, 8e, -)   |                                 |

(#, #, #, #) = afstandspositie op juniorentoernooi (500m, 1500m, 1000m, 3000m) of op allroundtoernooi (500m, 3000m, 1500m, 5000m).